# Katarzyna Staszak
Katarzyna Staszak (ur. 19 lipca w 1987 roku w Krakowie) – polska pływaczka specjalizująca się w stylu grzbietowym. Obecnie należy do klubu Korner Novita 10 Zielona Góra. Trenerem klubowym jest Jerzy Bujak.
Ma 178 cm wzrostu i waży 65 kg.

## Osiągnięcia
- MP 2002 - 1. miejsce na 50 m stylem grzbietowym
- MP 2002 - 1. miejsce na 100 m stylem grzbietowym
- MP 2002 - 1. miejsce na 200 m stylem grzbietowym
- ME 2003 - 13. miejsce na 200 m stylem grzbietowym
- MP 2003 - 1. miejsce na 50 m stylem grzbietowym
- MP 2003 - 1. miejsce na 100 m stylem grzbietowym
- MP 2003 - 1. miejsce na 200 m stylem grzbietowym
- MP 2004 - 1. miejsce na 50 m stylem grzbietowym
- MP 2004 - 1. miejsce na 100 m stylem grzbietowym
- MP 2004 - 1. miejsce na 200 m stylem grzbietowym